# Fårupgård
 Der er for få eller ingen kildehenvisninger i denne artikel, hvilket er et problem. Du kan hjælpe ved at angive troværdige kilder til de påstande, som fremføres i artiklen.

Fårupgård er en hovedgård med adressen Fårupgårdvej 5, lidt nord for Fårup Sø, sydvest for Jelling. Den hører til Jelling Sogn, Vejle Kommune (tidligere Jelling Birk, Jellingsyssel, Tørrild Herred).
Fårupgårds historie kan føres tilbage til 1400-tallet. Efter århundreders skiftende ejere og slægter endte hovedgårdsjorden i 1911 som 26 husmandsbrug. Hovedgården er i dag ramme om Fårupgård Ungecenter – et sted med tilbud til unge med særlige behov.
Fårupgård har også fungeret som alkoholikerhjem, og opdragelsesanstalt for drenge, senere som et skolehjem, også for drenge.

## Ejere af Fårupgård
- Nicolaus Jacobi Villesen (Ferke) de Fathrup (1436)
- Laurids Skram
- Maren Bille Skram, enke til Laurids Skram (1593)
- Marine Skram, datter til Laurids Skram og Maren Bille Skram
- Sophie Below 1634, søstersdatter til Marine Skram
- Henrik Thott til Boltinggd. (1641-1655), som solgte til sin søster
- Jomfru Anne Thott
- Stiftsskriver Anders Madsen (d. 1672) fik indførsel i Henrik Thotts Gaard Fårup (1666-1672)
- Oberstlieutnant Konrad von der Brincken, (30 Td. H.)
- Korad von der Brinckens børn skødede den til Broderen Bendix von der Brincken (1696)
- Lieutnant Joch. Eggert von der Lühe svigersøn til Bendix von der Brincken (?-1711)
- Justitsrård Axel Bille til Ørumgård fik den skødet (1711-?)
- Rasmus Stæhr paa Rugballegård
- Hans Hansen Varmark, der i 1745 købte den for 1800 Rd. (1745-1745)
- Hans Nicolaisen Goldbech; som købte den for 2800 Rd. skødede den (27 Td. H.) 1745
- Birkedommer Lars Thistrup, (Laurids Thistrup. F. 1700-1756. Også kaldet Las Thestrup, Lars Tistrup gift med Sophie (Soffi) Amalie Bagge Madsdtr. De fik sønnen Matthias Thistrup, præst i Galten-Storring-Tunø m.m.)
- Sofie Amalie Bagge (Madsdtr) (1756-1758)
- Ridefoged Laurids Gydesen († 1765); (1758-1765)
- hans Enke ægtede Anders Andersen;
- Hans Marcussen Ammitzbøll fik den ved Giftermaal, (?-?)
- Hans Clausen, † 1805, (?-1805)
- Hans Clausens enke (?-?)
- Andr. Kirstein,(? -1856)
- Bernadus Melskens (1856-1878)
- Grosserer W. R. Tidemann af Holbæk (1878-1889), gjorde meget for Ejendommen
- Adam P. Estrup; skøde af 20.12.1989 købt for 210.000 kr. Solgt 3.8.1900 (1889-1900)
- O. P. Buch (1900-?)
- 1911 hovedgårdsjorden endte som 26 husmandsbrug
- Københavns Kommune, afvænningshjem for mænd senere optagelseshjem for drenge af "Foreningen af forsømte børns frelse" blev afhændet i juli 1952,(?-1952)
- 1952-1985 Skolehjem for drenge.
- Vejle amt
- 1985 Piger optages på lige fod med drenge
- 1994 Fårupgård Ungecenter

## Arkitektur
Den nuværende hovedbygning, af grundmur i 1 stokværk med høj kælder og kvistparti på midten, er opført af Tidemann.[kilde mangler] Af den tidligere bygning findes nordligst i gården to grundmurede sidefløje. Syd for den gamle, af svært tømmer og munkesten opførte lade (på den står: 1600 og C. T. S.), og ud til søen ligger „Slotsbanken“, med rester af grave, hvor det ældste Fårup har ligget.
Hovedbygningen var oprindeligt opført med skifertag. Er i dag med tegltag.
Fårupgård er brændt et par gange, men er hver gang blevet genopført.